# Juan Sánchez el Toledano

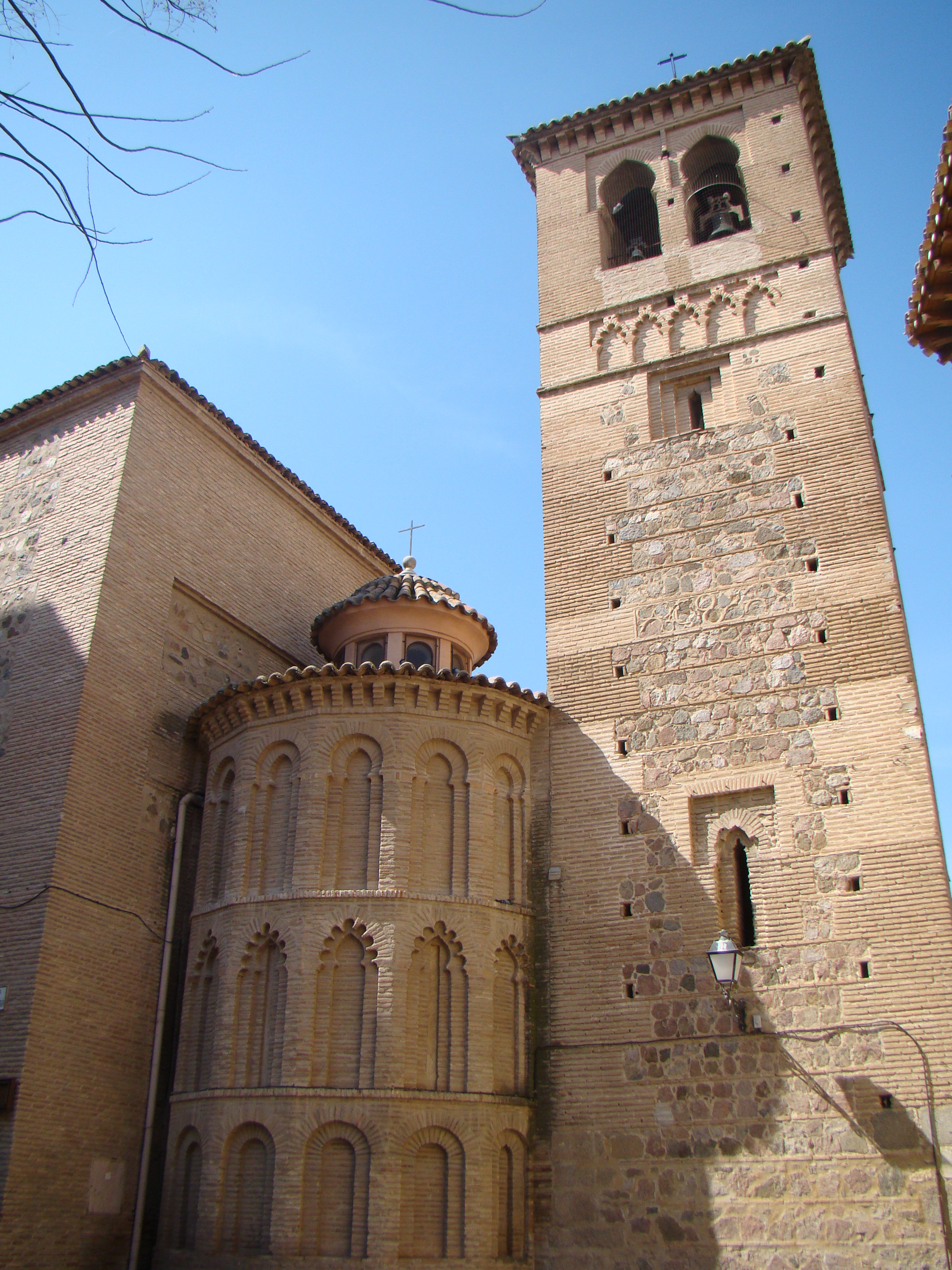
Iglesia de Santa Leocadia en Toledo, que fue parroquia de Juan Sánchez.

Juan Sánchez el Toledano (o también Juan Sánchez de Toledo) (Toledo, ¿?-Ávila, 1508) fue un comerciante judeoconverso, conocido por ser el abuelo paterno de Teresa de Jesús.

## Biografía
Fue hijo de Alonso Sánchez y Teresa Sánchez, ambos judíos. Pasó la primera parte de su vida en Toledo, por lo que fue conocido como el Toledano o Juan Sánchez de Toledo.
Contrajo matrimonio con Inés de Cepeda, hija del matrimonio de cristianos formado por Hernando de Santa Catalina y Elvira Álvarez de Cepeda. El matrimonio tendría siete hijos:
- Alonso Sánchez de Cepeda (en su juventud, también, Alonso de la Piña),[1] casado en primeras nupcias con Catalina del Peso, con descendencia; y en segundas con Beatriz de Ahumada, con descendencia entre la que se encuentra Teresa de Jesús.
- Pedro Sánchez de Cepeda, casado con Catalina del Águila, con descendencia.
- Ruy (o Rodrigo) Sánchez de Cepeda, casado (¿1514?) con Isabel del Aguila, hija de Fernando Álvarez del Águila; con descendencia.
- Francisco Álvarez de Cepeda (c. 1495-), casado hacia 1520 con María de Ahumada, hija de Juan Álvarez Cimbrón y Catalina de Tapia; con descendencia.
- Hernando de Santa Catalina, bachiller en leyes y cánones por la Universidad de Salamanca. Contrajo matrimonio con doña Martina de Miranda.
- Lorenzo Sánchez de Cepeda, sacerdote que alcanzó el grado de maestro (magister).
- Elvira Sánchez de Cepeda, casada con Hernando Mejía (-a. 1525), con descendencia.

El 22 de junio de 1485 presentó ante la Inquisición una confesión sobre prácticas judaizantes. Posteriormente, sería reconciliado tras haber llevado el sambenito un número de viernes en su parroquia de Santa Leocadia.
Para mitigar el estigma social del hecho anterior, Juan se instalaría junto con su familia en Ávila hacia 1491 o 1494. Juan continuaría teniendo negocios en Toledo y los iniciaría en Ávila, especialmente en el ámbito financiero sobre arrendamiento de rentas y actividades similares.La historiografía tradicional ha considerado que, en 1500, Juan consiguió carta ejecutoria de hidalguía en la Real Chancillería de Ciudad Real.